# Kurt Loder

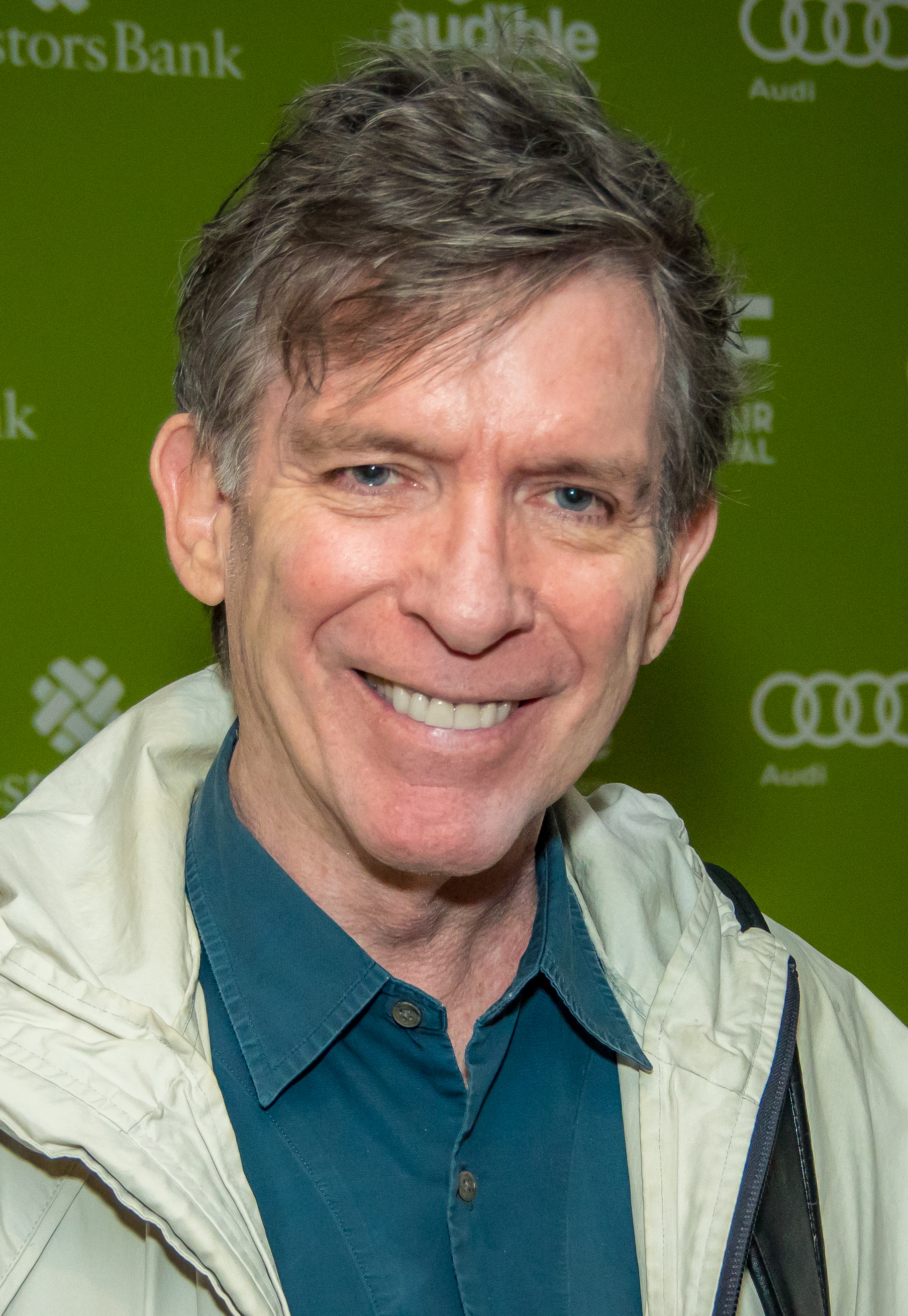
Kurt Loder beim Montclair Film Festival 2015

Kurt Loder (* 5. Mai 1945 in Ocean City, New Jersey) ist ein US-amerikanischer Fernsehmoderator, Musikkritiker, Filmkritiker und Journalist.

## Leben
Loder wuchs in Ocean City auf und schloss 1963 seine Schulausbildung an der Ocean City High School ab. Er wurde in die United States Army eingezogen, wo er Journalismus studierte. Nach dem Ende seines Wehrdienstes lebte er einige Jahre in Europa. Von 1972 bis 1979 arbeitete er zunächst bei einer Lokalzeitung in New Jersey und einem Wochenmagazin in Long Island. 1979 erhielt er eine Anstellung beim Rolling Stone, wo er neun Jahre als Redakteur tätig war. Ab 1988 war er bei MTV tätig und erlangte als Nachrichtensprecher von MTV News (The Week in Rock) auch im deutschsprachigen Raum große Bekanntheit bei der Zielgruppe des Musikfernsehens. Bei MTV war er als Off-Sprecher und Moderator an zahlreichen Dokumentationen beteiligt, berichtete über viele Jahre als Reporter von den jährlichen MTV Video Music Awards und führte Interviews mit zahlreichen Musikstars. Im Gedächtnis blieb ein Interview mit Madonna bei den MTV Video Music Awards 1995, als die offensichtlich zugedröhnte  Courtney Love diese mit Gegenständen aus ihrer Handtasche bewarf. 1999 war Loder für MTV vor Ort beim Musikfestival Woodstock III als Randalierer die East-Stage-Bühne zerstörten und in Brand setzten. Loder und die anderen MTV-Mitarbeiter mussten daraufhin per Hubschrauber evakuiert werden.
Als bekannte Fernsehpersönlichkeit absolvierte er häufig Cameo-Auftritte in Filmen und Fernsehserien; unter anderem spielte er sich selbst in den Filmen Ford Fairlane – Rock ’n’ Roll Detective, Airheads und Blair Witch 2. Sprechrollen hatte er in Celebrity Deathmatch und Die Simpsons. 1986 veröffentlichte er zusammen mit Tina Turner deren Biografie Ich, Tina, die ein internationaler Bestseller und als Tina – What’s Love Got to Do with It? erfolgreich verfilmt wurde. Als Autor war Loder auch für den Esquire und Time tätig, er verfasste zudem Liner Notes zu Alben der Ramones, David Bowie, Led Zeppelin, Cher und Einstürzende Neubauten.
Loder schreibt Filmkritiken für die Monatszeitschrift Reason und moderiert beim Radiosender SiriusXM die monatliche Sendung True Stories.

## Filmografie (Auswahl)

### Film
- 1990: Ford Fairlane – Rock ’n’ Roll Detective (The Adventures of Ford Fairlane)
- 1994: Airheads
- 1994: Schlagzeilen (The Paper)
- 1999: The Suburbans – The Beat Goes On! (The Suburbans)
- 1999: Pups – Kein Kinderspiel (Pups)
- 2000: Blair Witch 2 (Book of Shadows: Blair Witch 2)
- 2003: Pauly Shore is Dead
- 2005: Last Days
- 2010: Männertrip (Get Him to the Greek)

### Fernsehen
- 1996: The Daily Show (The Daily Show with Jon Stewart)
- 1998–2005: Total Request Live
- 2001: Celebrity Deathmatch
- 2008: Die Simpsons (The Simpsons)
- 2015: Rammstein in Amerika

## Auszeichnungen
- 1993: CableACE-Award-Nominierung in der Kategorie Magazine Show Special or Series für MTV News: The Week in Rock
- 1994: CableACE-Award-Nominierung in der Kategorie Magazine Show Special or Series für MTV News: The Week in Rock
- 1994: CableACE Award in der Kategorie News Special or Series für Hate Rock: An MTV News Special Report
- 1994: CableACE Award in der Kategorie Variety Special or Series für Seven Deadly Sins: An MTV News Special Report
- 1995: CableACE-Award-Nominierung in der Kategorie Short-Form Programming Series für Enough Is Enough
- 1995: CableACE-Award-Nominierung in der Kategorie News Special or Series für New Religions: The Cult Question